# Brieva
Brieva ist eine Gemeinde in der spanischen Provinz Segovia. Sie liegt im Süden der Autonomen Region Kastilien und León, an der Nordwestabdachung der Sierra de Guadarrama. Sie hat 86 Einwohner (Stand: 2024). Zur Gemeinde gehört auch die Wüstung Adradilla.

## Geographie
Brieva liegt etwa 13 Kilometer nordöstlich vom Stadtzentrum von Segovia in einer Höhe von ca. 1090 m. 
Brieva befindet sich innerhalb der Zone des kontinentalen mediterranen Klimas.

## Bevölkerungsentwicklung
| Jahr      | 1970 | 1981 | 1991 | 2001 | 2011 | 2021 |
| Einwohner | 136  | 68   | 66   | 73   | 81   | 91   |

## Sehenswürdigkeiten

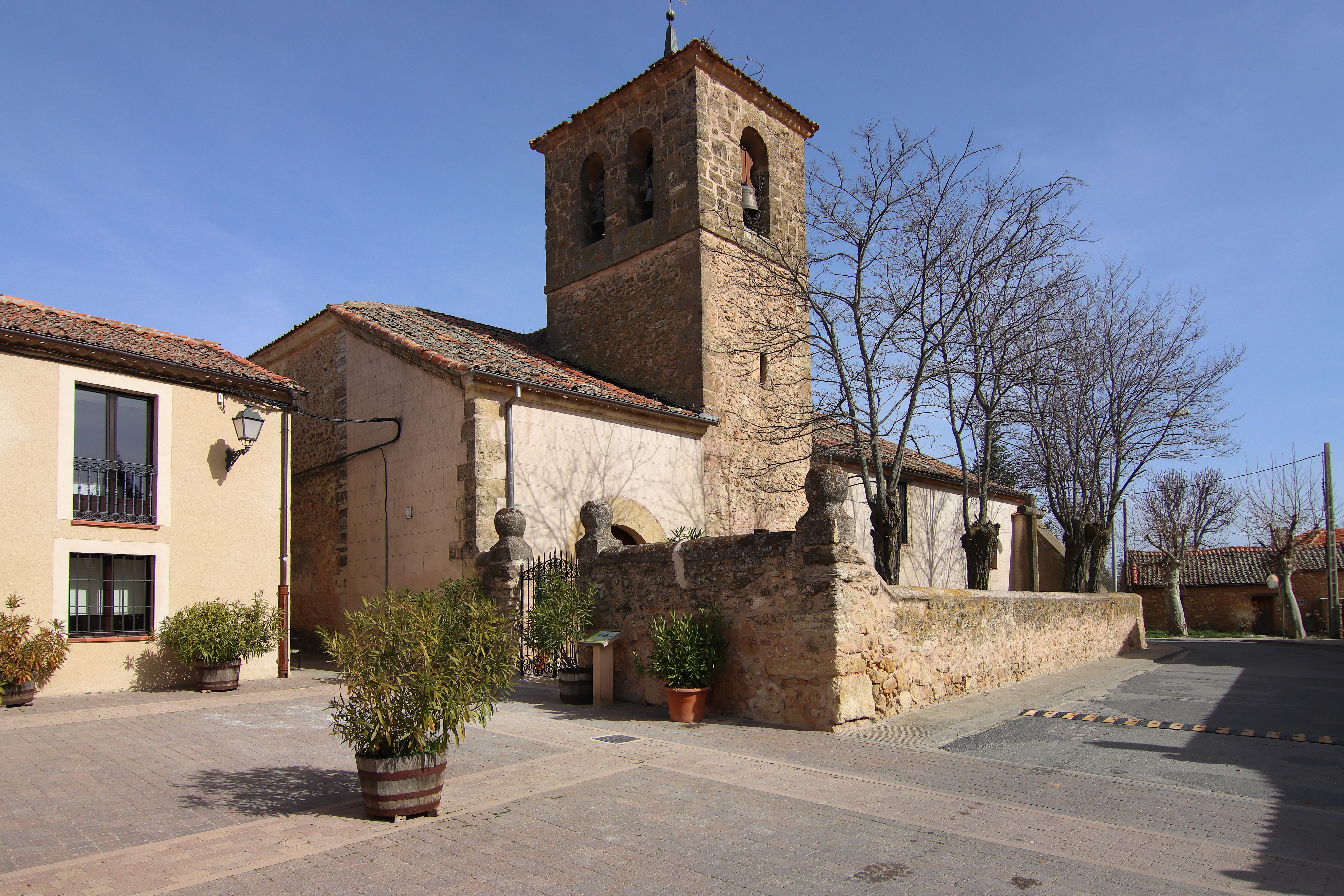
Jakobuskirche
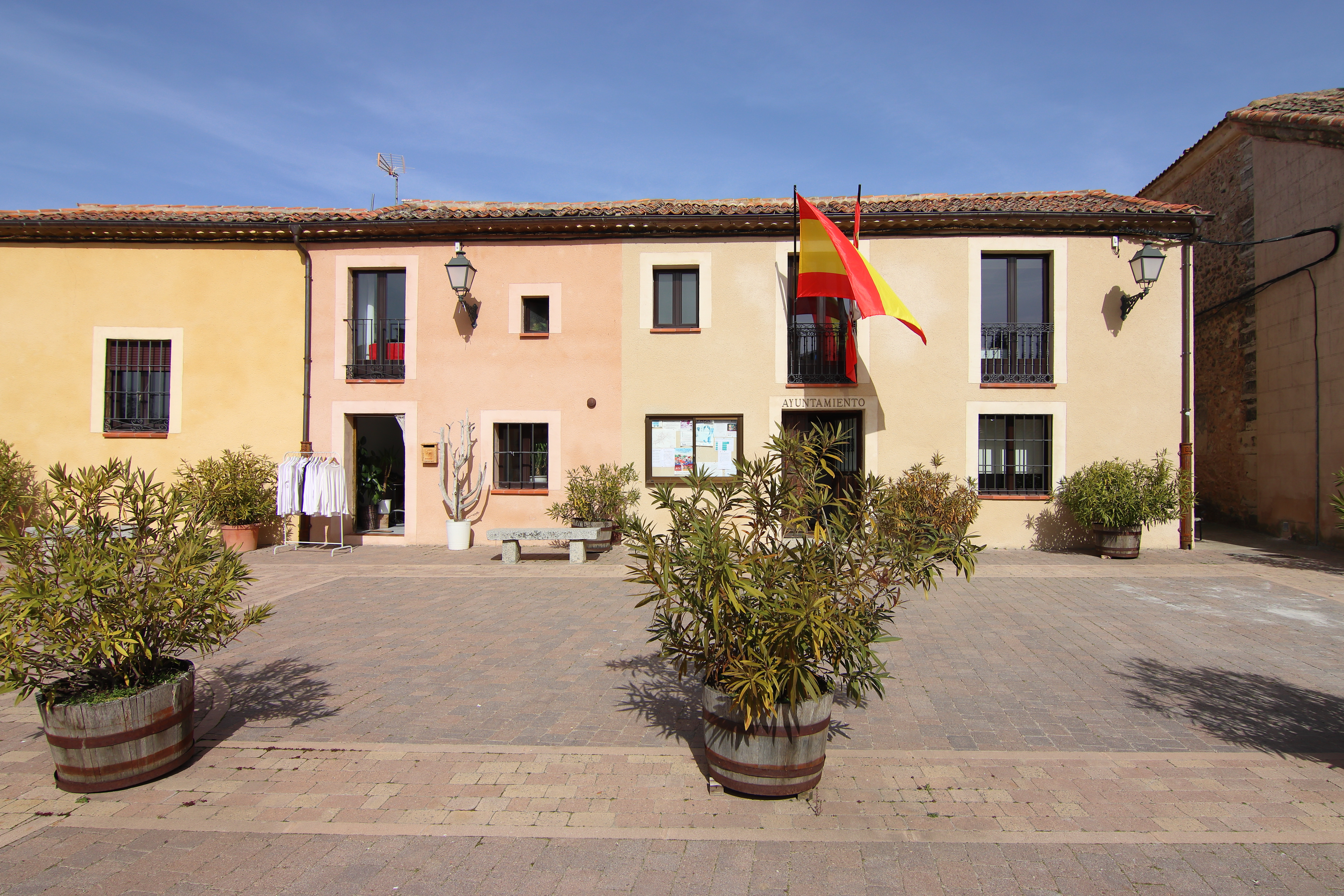
Marienkapelle

- Jakobuskirche
- Rathaus